# Tumulto

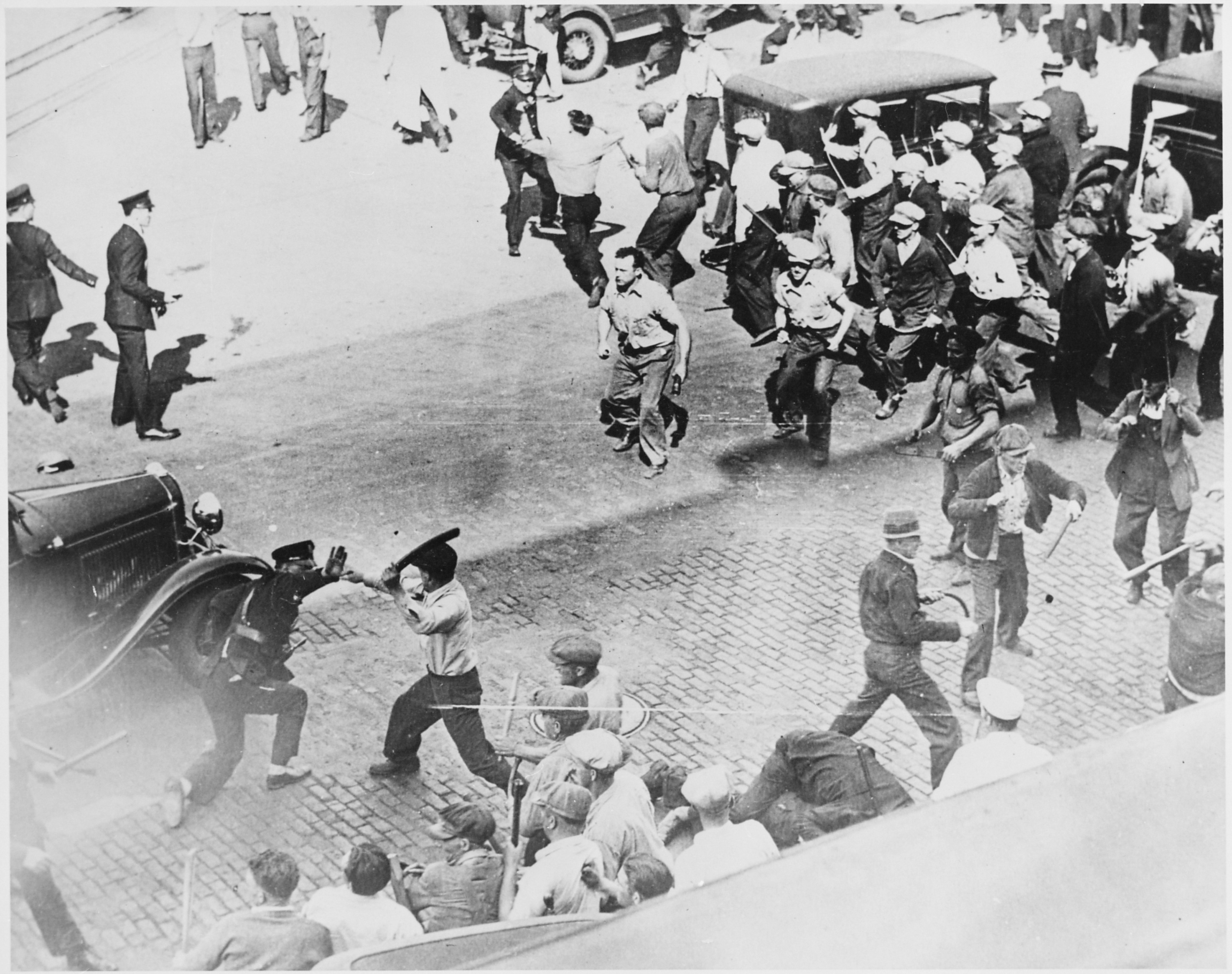
Registro de um tumulto em 1939.

Um tumulto ou  distúrbio civil é uma súbita agitação de multidão. Implica grupos não homogêneos que atuam de maneira mais espontânea e repentina, menos extensa e menos organizada do que em uma sedição. Tumultos podem ser desencadeados a partir de confrontos entre grupos rivais, motivados por  intolerância racial, religiosa, política ou mesmo esportiva. Também podem surgir em manifestações coletivas de insatisfação e protesto contra o Poder Público, motivadas por reivindicações econômicas (altos impostos, alto custo de vida) ou ligadas à provisão de bens e serviços públicos, por exemplo. Durante um tumulto, podem ocorrer ataques violentos a pessoas, vandalismo e outras formas de criminalidade. Tumultos são tipicamente sem liderança, sem que haja qualquer coordenação entre as ações individuais. São frequentemente "caóticos e exibem comportamento de rebanho". Entretanto há um crescente corpo de evidências que sugere que os distúrbios civis não são irracionais mas, na verdade, seguem normas sociais invertidas..  
Tumultos podem ocorrer em situações de grande concentração de pessoas, mediante a ocorrência de um evento inesperado, capaz de provocar pânico ou revolta, eventualmente como degeneração de manifestações de massa, relativamente organizadas, em torno de um objetivo ou motivação comum (participação em eventos religiosos, políticos, esportivos ou de distribuição de alimentos, por exemplo; protesto contra ações do Poder Público ou contra o desemprego e a degradação das condições de vida, opressão política, a tributação excessiva, o recrutamento forçado, a intolerância étnico-racial ou religiosa ou mesmo contra o resultado de uma competição esportiva).
Frequentemente, tumultos envoluem para ações violentas e destruição de propriedade pública ou privada. A propriedade visada varia de acordo com as inclinações dos envolvidos. Os alvos podem incluir lojas, carros, restaurantes, prédios públicos ou edifícios religiosos.
O controle  desses distúrbios pelas forças da ordem também costuma empregar violência, em graus variados, incluindo o uso de bombas de gás lacrimogêneo ou gás CS e munição não letal, prisão, espancamentos e mesmo munição letal.

## Exemplos relevantes
- Tumulto de Winchester
- Tumultos de Gotemburgo em 2001
- Tumultos de Watts
- Tumultos em Broadwater Farm
- Tumultos em Ferguson em 2014
- Tumultos na CPTM em 1996
- Tumultos na Inglaterra em 2011